# مجزرة سيدة النجاة
مجزرة سيدة النجاة هي هجوم قام به ستة انتحاريون جهاديون من جماعة تدعى دولة العراق الإسلامية ضد كنيسة سريانية كاثوليكية في بغداد في أثناء القداس المسائي يوم الأحد المصادف 31 أكتوبر 2010، وبدؤوا بقتل المتعبدين. وتَبَعا لوكالة الأنباء الفرنسية فإن دولة العراق الإسلامية كانت مجموعة مسلحة تعد مجموعة شاملة ينتمي إليها تنظيم القاعدة في العراق.
اقتحمت القوات الخاصة العراقية الكنيسة بعد ساعات وبذلك دفعت الجهاديين الانتحاريين لتفجير ستراتهم الناسفة. قُتِل ثمانية وخمسون شخصًا من المصلين والقساوسة ورجال الشرطة والمارة وأصيبَ ثمانية وسبعون آخرون بجروح أو تشوهوا. أدان قادة العالم وبعض أئمة الشيعة والسنة العراقيين هذه المذبحة.
قُبِض على حذيفة البطاوي في أواخر نوفمبر 2010، وهو المتهم بتدبير الاعتداء، مع أحد عشر آخرين لهم صلة بالهجوم. ثم قتل مع عشرة من كبار مقاتلي القاعدة في أثناء محاولة هروب فاشلة في مايو على يد فريق من القوات الخاصة العراقية. وحُكِم على ثلاثة رجال آخرين بالموت وعلى رجل آخر بالسجن مدة عشرين سنة، كان جميعهم على صلة بالمذبحة. ثم ثبتت محكمة الاستئناف الأحكام في سنة 2012.

## التسلسل الزمني للأحداث

### هجوم على سوق الأوراق المالية
في يوم الأحد 31 أكتوبر في الساعة الخامسة مساءً، عند الغسق، خرج أربعة رجال مرتدين زيًا عسكريًا (مثلما وصف أحد السكان المحليين لاحقًا) من سيارة دفع رباعي سوداء اللون أمام سوق العراق للأوراق المالية في بغداد. قال المتحدث الأمني في بغداد (الموسوي) لاحقًا: "كان الرجال متنكرين في زي حراس يعملون لدى شركة أمنية خاصة وكانوا يحملون بطاقات تعريف مزورة. وهو ما يحتمل أنه مكنهم من تجاوز نقاط التفتيش المجاورة والوصول لوجهتهم. وكانوا يرتدون سترات ناسفة واشتبكوا مع قوات حراسة سوق الأوراق المالية، فأسفر عن قتل حارسين حاولوا منعهم من مداهمة المبنى، وأربعة من المارة".

### الهجوم على الكنيسة
ثم وصل ثلاثة رجال آخرين في سيارة عادية في الساعة السادسة مساءً في أثناء إقامة قداس الأحد، وقفزوا سبعتهم فوق السور داخلين كنيسة سيدة النجاة للسريان الكاثوليك والتي تقع في جانب الطريق الآخر من سوق الأوراق المالية. وكانوا مسلحين بالمدافع الرشاشة والأحزمة المتفجرة والقنابل اليدوية. فجر الإرهابيون سيارتهم العادية، واشتبكوا مع حراس الكنيسة وقتلوا بعضهم، واقتحموا أبواب الكنيسة الخشبية الضخمة ثم أغلقوها بعد الدخول. وفي أثناء دخولهم تمكن تسعة عشر شخصًا من المصلين من مغادرة الكنيسة. ذكرت مصادر أن عدد المهاجمين كان ستة أو من ستة إلى خمسة عشر شخصًا.
ساق المسلحون نحو مئة مصلٍّ إلى وسط الكنيسة وهم يسخرون منهم باستمرار، ولكن أحد الكهنة قاد ستين آخرين إلى السكرستية (غرفة ملابس الكهنة) خلف الكنيسة. ثم أطفأ المسلحون الأنوار وبدؤوا بإطلاق النار حول الكنيسة وعلى جمع المصلين، قُتِل الأب الموقر ثائر عبدال على المذبح. قالت إحدى الشاهدات، ميرنا محروق وهي تبلغ من العمر ستًا وعشرين سنة: كان المسلحون شبان، وقالوا أنهم يثأرون لحرق القرآن وسجن المسلمات في مصر. وكانوا يقولون للمصلين: أنتم كفار، سنذهب نحن إلى الجنة وأنتم ذاهبون إلى جهنم.
اتصل المسلحون في هذه الأثناء هاتفيًا بقناة البغدادية التلفزيونية، وأعلنوا مسوؤلية الدولة الإسلامية في العراق عن هذا الهجوم، وطالبوا بالإفراج عن سجناء القاعدة بمن فيهم حسب زعمهم المحتجزات لدى الكنيسة القبطية في مصر وسجناء اخرين من القاعدة في مصر والعراق، وطلبوا من البغدادية أن تبث رغبتهم بالتفاوض.

### القوات العراقية تقتحم الكنيسة
اقتحمت قوات الأمن العراقية الكنيسة في حوالي الساعة 8:30 مساءً، منذ أن هدد المسلحون بقتل جميع الرهائن كما أوضح العبيدي وزير الدفاع العراقي. اقتحم عشرات من قوات الأمن العراقية الكنيسة ودخلوها بعد أن فجروا أبوابها. لم تُقدِم القوات الأمريكية سوى الدعم الجوي. كنتيجة لإندفاع القوات العراقية إلى داخل الكنيسة أطلق المسلحون الإرهابيون النار على الرهائن في الكنيسة مما أسفر عن مذابح جماعية. إذ قتل أحد المسلحين ثلاثين رهينة في القبو، إما بقنبلتين يدويتين أو بسترة متفجرة كان يرتديها. قدمت التقارير أرقامًا مختلفة لعدد القتلى: إذ أفاد أحد التقارير بأن ثمانية وخمسين مصل قُتِلوا وجُرِح خمسون أو ثمانية وسبعون شخصًا، وأفاد اخر بأن اربعة واربعين مصل قُتلوا إضافة إلى كاهنين وسبعة من أفراد قوى الأمن، وأفاد تقرير اخر بأن تسعة وثلاثين مصل وكاهنين واثنا عشر شرطي وخمسة من المارة خارج الكنيسة قُتِلوا. أما المهاجمون الستة فقُتِلوا جميعًا. وقدم ضابط شرطة عراقي رواية حية عن المذبحة البشرية.

### إعلان دولة العراق الإسلامية الحرب والكراهية على المسيحية
نشر تنظيم الدولة الإسلامية في العراق بعد ذلك رسالة صوتية على موقع جهادي يُعلِن فيها مسؤوليته عن الهجوم مرة أخرى، ويدعو إلى إطلاق سراح مسلمتين مصريتين، زعم أنهما محتجزتان ضد إرادتهما في الأديرة المسيحية القبطية في مصر (اُنظر أيضًا كاميليا شحاتة: امرأة مسيحية مصرية، يُزعم أنها اعتنقت الإسلام، يُزعم أن الشرطة أعادتها إلى أسرتها).
وفي البيان نفسه على الإنترنت، أطلق تنظيم الدولة الإسلامية (أو تنظيم القاعدة في العراق) على الكنيسة اسم «وكر الأصنام القذر»، وقال: إن الموعد النهائي للكنيسة القبطية في مصر لتحرير هاتين الإمرأتين اللتين يُزعم أنهما أسيرتان في الأديرة انتهى الآن، وأن فتيل حملة ضد المسيحيين العراقيين قد أُشعِل، وعلى هذا أعلن التنظيم أن «جميع المراكز والمنظمات والمؤسسات والقادة والأتباع المسيحيين سيكونون أهدافًا مشروعة للمجاهدين أينما وصلوا إليهم». وكتب التنظيم، في إشارة إلى الأسر المزعوم للنساء المسلمات في الأديرة: «ليعلم هؤلاء المشركين وفي مقدمتهم طاغية الفاتيكان المهلوس أن سيف القتل لن يرفع عن أعناق أتباعهم حتى يعلنوا براءتهم مما يفعله كلب الكنيسة المصرية...». وطالب التنظيم المسيحيين «بأن يظهروا للمجاهدين جديتهم في الضغط على هذه الكنيسة المحاربة لإطلاق سراح الأسيرات من سجون أديرتهم». نشر تنظيم الدولة الإسلامية في العراق مقطع فيديو يظهر خمسة انتحاريين يرتدون ستراتهم ويقرؤون تصريحاتهم الأخيرة. وكان أربعة من المهاجمين من دول عربية مختلفة والأخر عراقي.

## فرضيات
افترض المتحدث باسم الجيش الأمريكي بلوم أن الحادث برمته كان "عملية سطو خاطئة. لقد رأيناهم يلجأون إلى السرقة للحصول على التمويل. لقد كان من الصعب للغاية عليهم الحصول على تمويل خارجي، لذلك يلجأون إلى الجرائم الصغيرة لمحاولة تمويل أنفسهم."
أعربت صحيفة طهران تايمز عن وجهة نظر معاكسة، والتي أشارت إلى أن الهجوم الأولي على مبنى البورصة ربما كان مجرد محاولة لصرف الانتباه عن هدفهم الحقيقي، ألا وهي الكنيسة. افترضت بي بي سي أيضًا أن الكنيسة كانت الهدف الحقيقي.

## التحقيق والتدابير والمحاكمة
أُلقِي القبض على عدد غير محدد من المشتبه فيهم في 31 أكتوبر 2010. وفي إجراء موحد بعد الهجمات البارزة، احتُجز أيضا قائد الشرطة المسؤول عن المنطقة لاستجوابه.
واستولت القوات الحكومية على مبنى محطة البغدادية التلفزيونية التي كان المسلحون قد اتصلوا بها في 1 نوفمبر 2010. وأُوقِف بث المحطة التلفزيونية، واعتقِل المدير وأحد الموظفين بتهم غامضة، ولكن أطلق سراحهما بعد يوم.
وألقي القبض على حذيفة البطاوي في أواخر نوفمبر 2010، المعروف باسم «أمير بغداد» لتنظيم القاعدة (في العراق)، مع أحد عشر آخرين فيما يتعلق بالهجوم الذي وقع في 31 أكتوبر على كنيسة سيدة النجاة.
واتُهِم البطاوي بتدبير الاعتداء واحتُجِز في سجن مكافحة الإرهاب في منطقة الكرادة ببغداد. وفي محاولة فاشلة للفرار في مايو 2011، قُتل البطاوي و عشرة آخرين من كبار مقاتلي القاعدة على يد فريق من القوات الخاصة العراقية.
وحُكم في 2 أغسطس 2011 على ثلاثة رجال آخرين بالإعدام وعلى رابع بالسجن مدة عشرون سنة، وفيم يتعلق بمذبحة 31 أكتوبر 2010، أكدت محكمة الاستئناف الأحكام في سنة 2012.